# Línea 128 (Buenos Aires)
La línea 128 es una línea de colectivos del Área Metropolitana de Buenos Aires. Une el barrio porteño de Palermo con la localidad de Valentín Alsina ubicada en el Sur del conurbano bonaerense.
Es operada junto a las líneas 32, 75 y 158 por El Puente S.A.T. (propiedad de Grupo D.O.T.A.)

## Historia
La línea 128 fue inaugurado el 30 de agosto de 1951, con el número 214 y siendo operada por la Corporación de Transportes de la Ciudad de Buenos Aires, la cual venía de ser estatizada por el gobierno, y en 1953 se le fue asignado el número 128.
A inicios de la década de 1960, el estado decidió traspasar varias líneas, entre ellas la 128, al ámbito privado, siendo adjudicada por Transportes Automotores Unidos S.A. Una unión entre varias empresas del sur del Gran Buenos Aires, en la que se encontraban: Expreso Cañuelas, M.O. Nicolás Avellaneda, Cía. Ómnibus de Lomas, Tres Sargentos, Expreso Quilmes, M.O. Quilmes, El Puente, y Empresa General Roca.
Pero las empresas no resolvieron como operar la línea, por lo que El Puente S.A. quedó como único componente de Transportes Automotores Unidos. Pero tras ser otorgada la línea empezó a resaltar por su mal servicio y la antigüedad de sus unidades, tanto así que la secretaría de transportes intentó caducar la línea sin éxito.
Tras el intento de caducar la línea, se comenzaron a renovar las unidades con colectivos nuevos y para 1966, la línea comenzó a ser traspasada de Transportes Automotores Unidos a El Puente. Comenzando a rotar sus unidades con la línea 32.
La empresa se adjudicaría la línea 158 en 1969 y la línea 75 en 1980 además de crear en 1982 un servicio diferencial de la línea 128, el cual no tuvo mucho éxito, y en 1983 fue eliminado de la línea.

## Recorrido
La línea 128 posee un único ramal que une Palermo con Valentín Alsina

### Palermo - Valentín Alsina
- Av. Las Heras

- República de la India

- Cabello

- Av. Coronel Díaz

- Av. Honduras

- Bulnes

- Guardia Vieja

- Av. Medrano

- Av. Castro Barros

- Venezuela

- Av. Boedo

- Av. Sáenz

- Puente Alsina

- Av. Remedios de Escalada

- Av. Presidente Perón

- Av. Bernardino Rivadavia[3]

### Valentín Alsina - Palermo
- Av. Bernardino Rivadavia

- Av. Presidente Perón

- Av. Remedios de Escalada

- Puente Alsina

- Av. Sáenz

- Av.Almafuerte

- Diogenes Taborda

- Maza

- Agrelo

- Colombres

- Salguero

- Av.Corrientes

- Mario Bravo

- Gorriti

- Billinghurst

- Av. Las Heras

## Lugares de interés

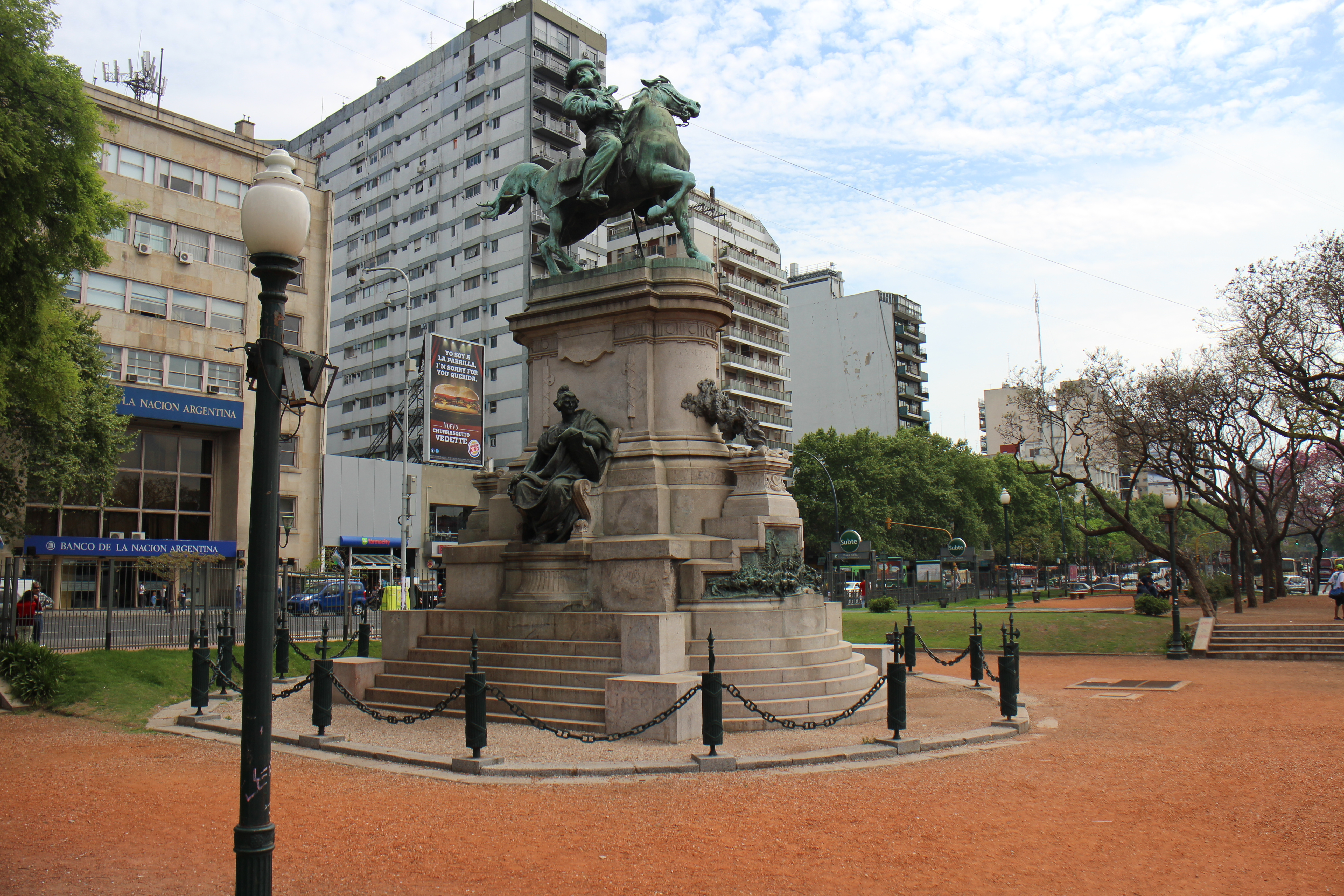
Plaza Italia
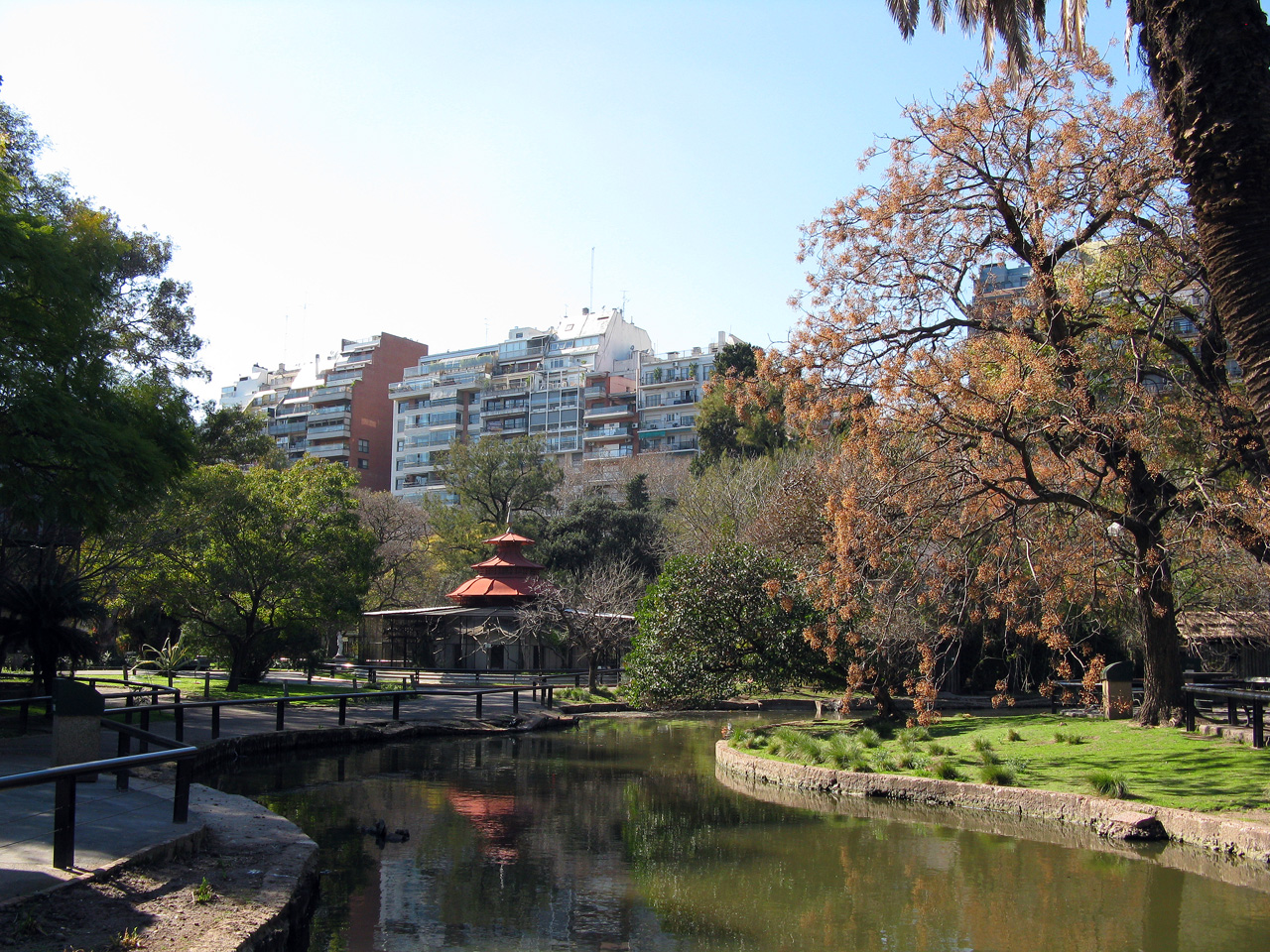
Ecoparque de Buenos Aires
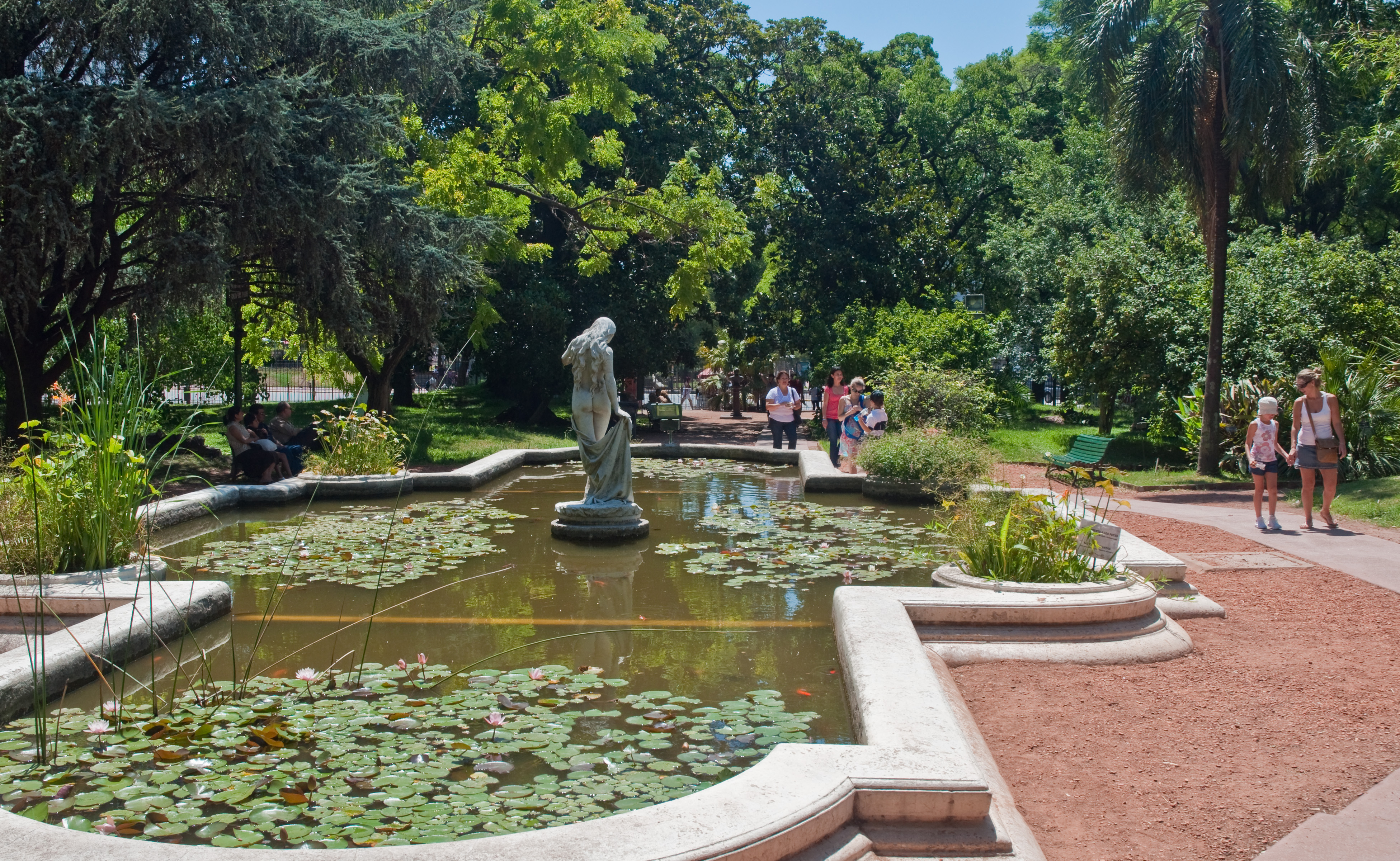
Jardín botánico de Buenos Aires
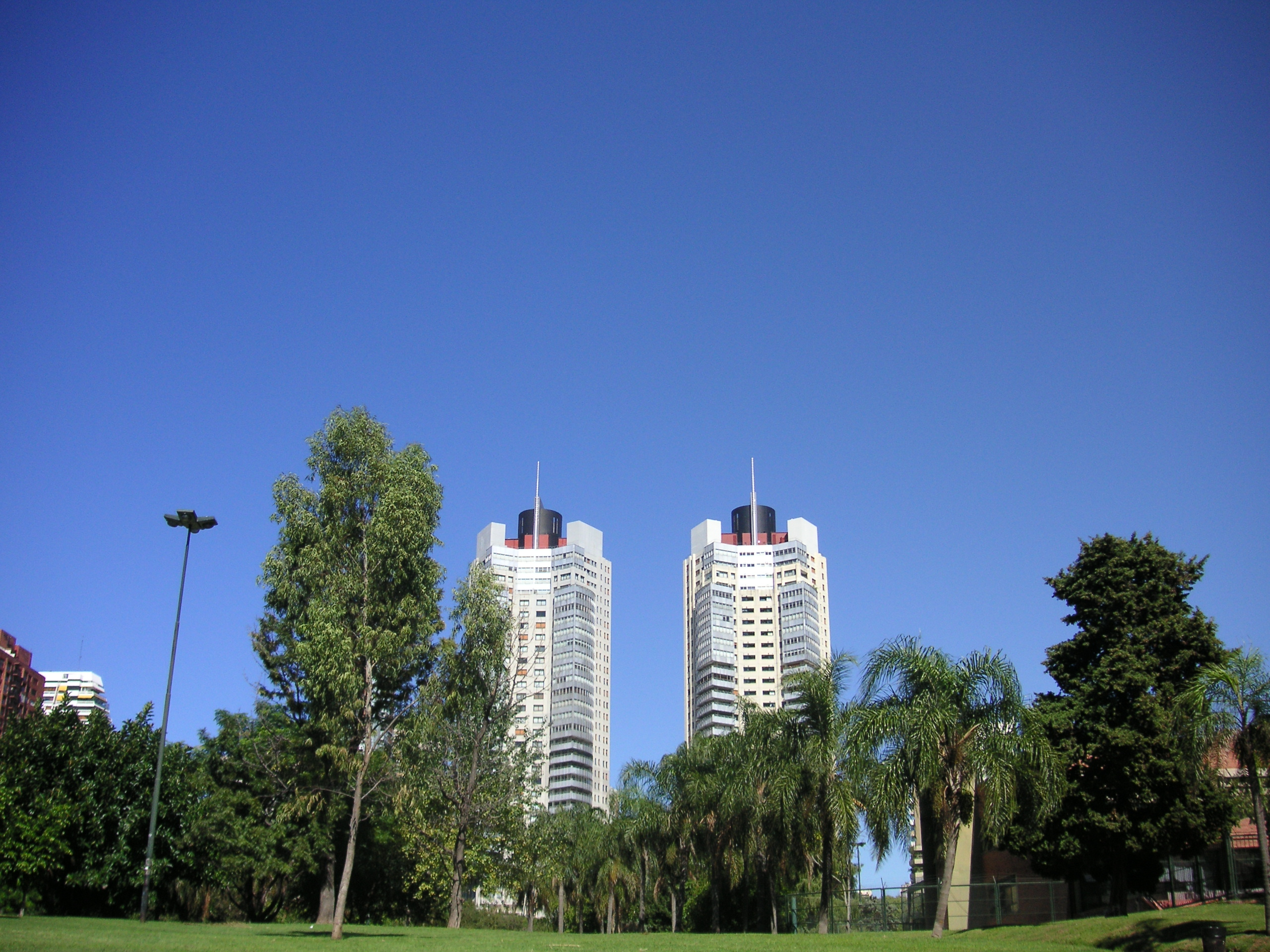
Parque Las Heras
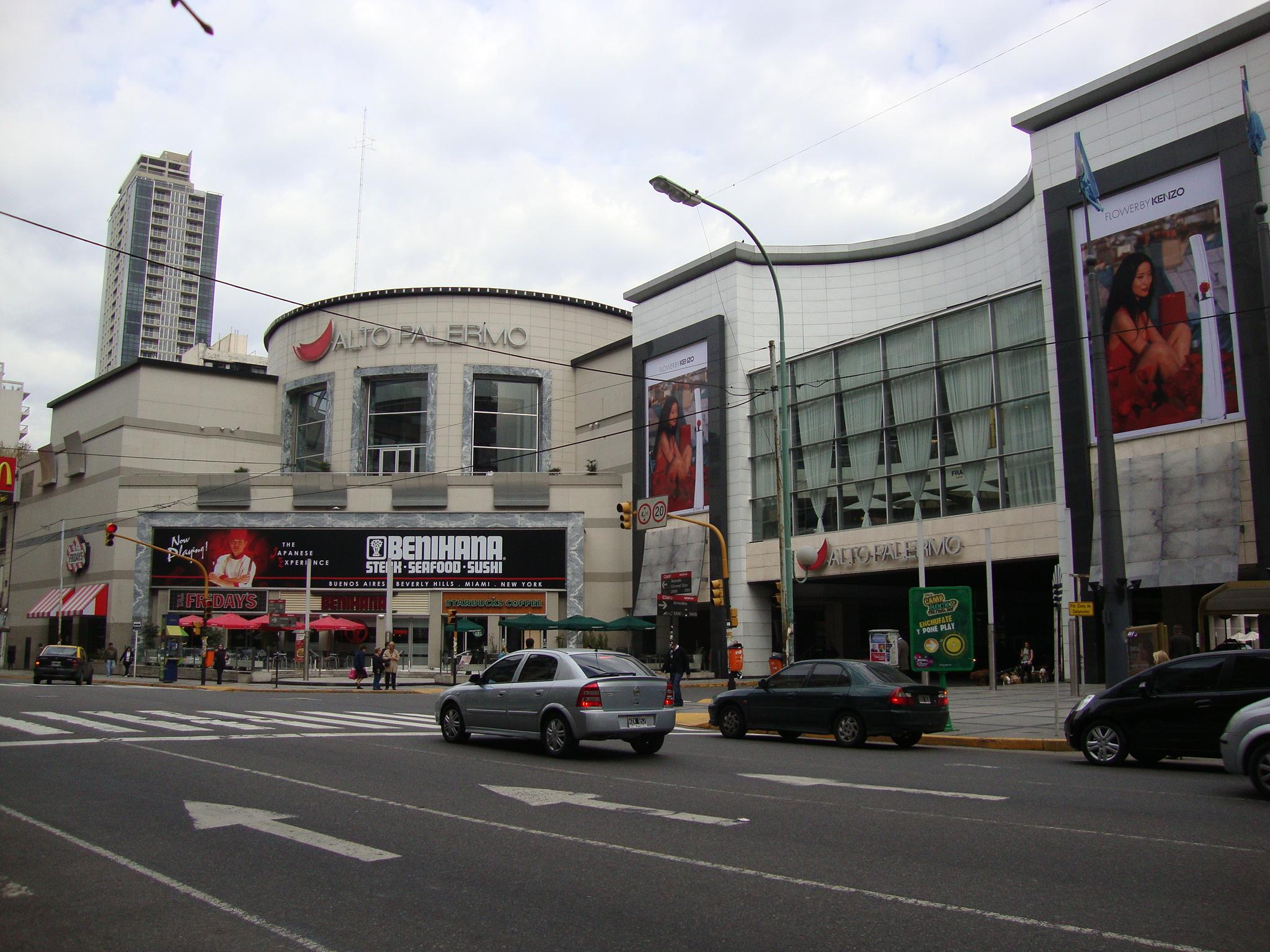
Alto Palermo
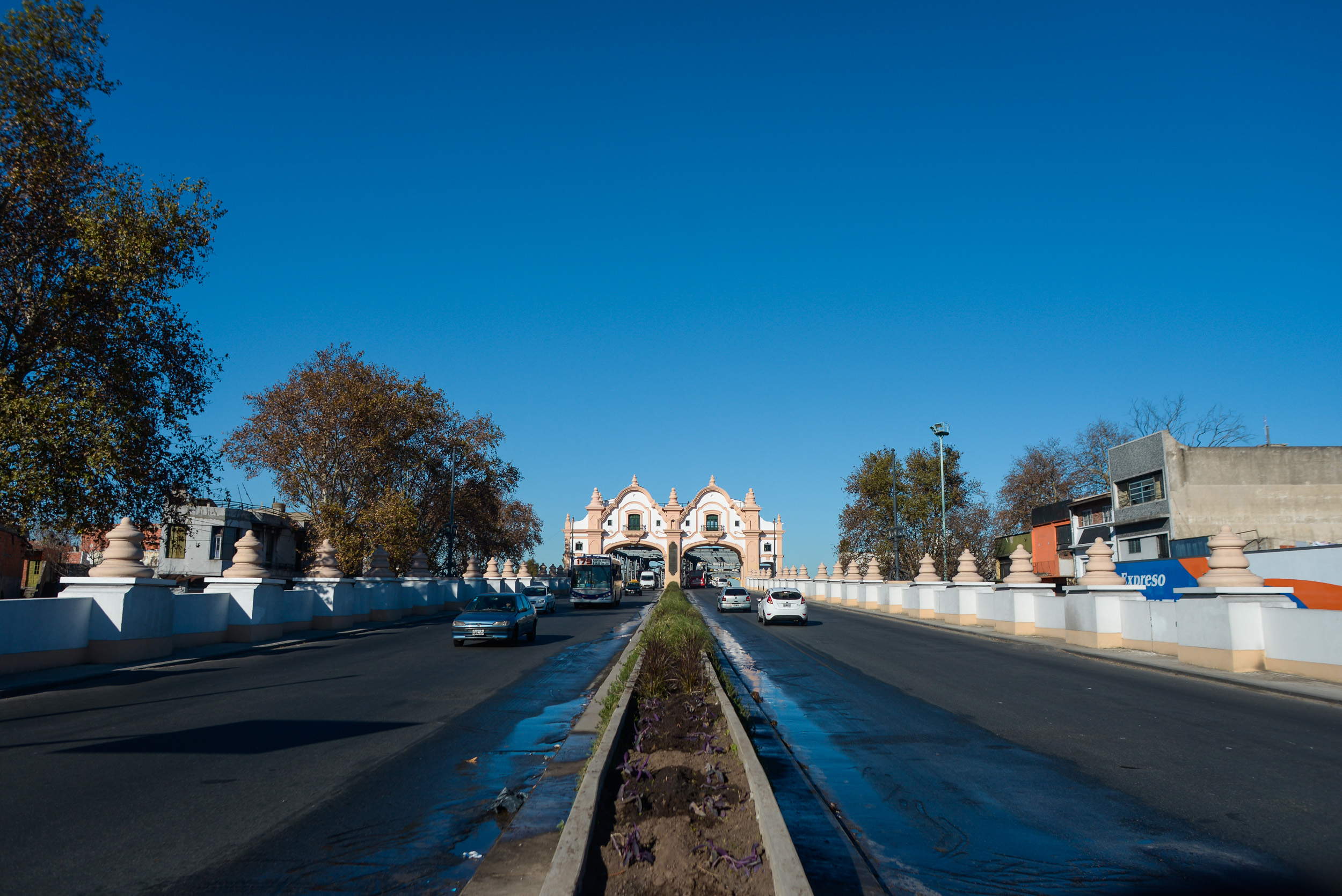
Puente Ezequiel Demonty

## Pasajeros
| Año  | Pasajeros | Pasajeros por día | Variación |
| ---- | --------- | ----------------- | --------- |
| 2016 | 7 814 501 | 21 351            | 0,00%     |
| 2017 | 7 633 215 | 20 913            | 2,32%     |
| 2018 | 7 669 275 | 21 012            | 0,47%     |

Fuente: Ministerio de Transporte